# Савенко, Юрий Алексеевич
Ю́рий Алексе́евич Саве́нко (26 мая 1961, Калининград — 31 июля 2020, Москва) — депутат Государственной Думы от Калининградской области в 2007—2011 годах, мэр Калининграда в 1998—2007 годах.

## Биография
Родился 26 мая 1961 года в Калининграде. Ю. А. Савенко начал свою карьеру работой на заводе «Калининградторгмаш» в г. Калининграде. Затем несколько лет служил в армии. Уехал на Дальний Восток, где с 1985 по 1990 год был замполитом дивизиона тральщиков Тихоокеанского флота. Уйдя с военной службы, остался на Сахалине, где и начал свою политическую деятельность. Проходил службу в Военно-Морском Флоте. Капитан 1 ранга запаса. Был женат. Имел дочь.

## Образование
Юрий Алексеевич Савенко имел 3 высших образования. Окончил Киевское высшее военно-морское политическое училище, затем Российскую академию государственной службы при Президенте Российской Федерации, специальности «Менеджмент» и «Административно-муниципальное управление» в 1995 году. Также окончил Калининградский государственный университет по специальности «Юриспруденция» в 2003 году, а в 2007 году окончил Санкт-Петербургскую академию управления и экономики.

## Политическая деятельность
С 1991 года — мэр города Корсаков (на Сахалине). C 1994 года работал в администрации г. Калининграда, был председателем Комитета по градостроению, вице-мэром города. Почётный гражданин города Калининграда, был мэром города. Покинув должность главы города, был избран в Государственную Думу Федерального Собрания Российской Федерации пятого созыва. В Думе являлся первым заместителем председателя Комитета Государственной Думы по обороне, председателем подкомитета по вопросам воинской обязанности и военной службы, социальной политики в отношении военнослужащих, граждан, уволенных с военной службы, и членов их семей, гражданского персонала, подготовки кадров, финансирования расходов федерального бюджета на эти цели. Был членом Комиссии Государственной Думы по рассмотрению расходов федерального бюджета, направленных на обеспечение обороны и государственной безопасности Российской Федерации, членом Постоянной комиссии Межпарламентской Ассамблеи государств — участников СНГ по вопросам обороны и безопасности.
В 1999 году помог русским беженцам из Чечни переехать в Калининград.
После прихода на должность губернатора Калининградской области Георгия Бооса, видевшего в харизматичном мэре областной столицы Савенко возможного конкурента, был выдвинут на выборы в Государственную Думу Российской Федерации. Был депутатом Госдумы с 2007 по 2011 год, входил в фракцию «Единая Россия». В 2010 году в числе трёх кандидатов был предложен на должность нового губернатора Калининградской области (губернатором в результате был утверждён Николай Цуканов).
В 2011 году не был выдвинут партией кандидатом в депутаты, хотя на праймериз в области занял второе место.
После ухода из Госдумы с 26 декабря 2011 по 2012 год был руководителем представительства Калининградской области в Москве.
В 2012 году ушёл с политической арены.
Ю. А. Савенко был почётным гражданином Калининграда.
Скончался 31 июля 2020 года в московской больнице от последствий травмы, полученной 5 января того же года. 
Похоронен на старом городском кладбище Калининграда рядом с могилой отца, ветерана рыбопромыслового флота.

## Награды и звания
- Орден «За заслуги перед Отечеством» IV степени (2007)[11]
- Орден Почёта (2001)[12]
- Почётный гражданин Калининграда (2005)[13]